# Lully (Friburgo)
Lully es una comuna suiza del cantón de Friburgo, situada en el distrito de Broye. Limita al oeste y norte con la comuna de Estavayer-le-Lac, al este y sureste con Les Montets, y al suroeste con Murist y Châbles.
La comuna es el resultado de la fusión el 1 de enero de las antiguas comunas de Lully, Bollion y Seiry.